# Brașov (distrito)

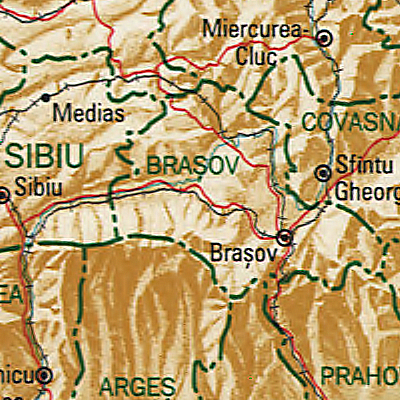
Mapa físico do distrito.

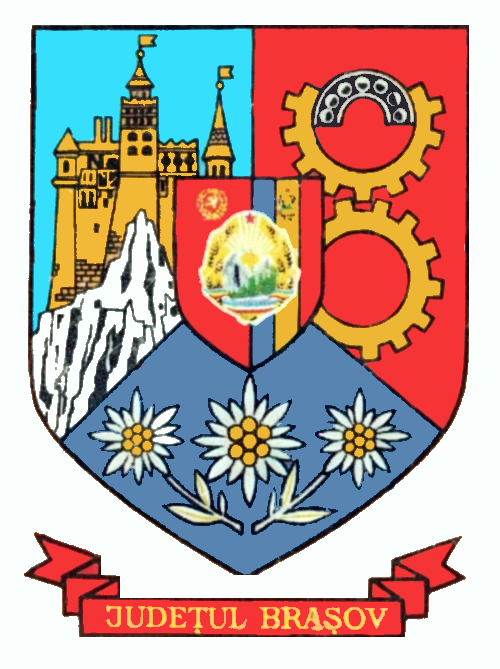
Brasão do período comunista.

Brașov (em húngaro:  Brassó) é um județ (distrito) da Roménia, na região da Transilvânia. Sua capital é a cidade homônima.

## Demografia
De acordo com o censo de 2002, o distrito de Brașov possuia população de 589 028 e densidade populacional era de 109,83 h/km². Essa população se decompunha em:
- População urbana: 446 622
- População rural: 149 518
- Sexo masculino: 290 537
- Sexo feminino: 305 603

### Grupos étnicos
- romenos - 87,3%[1]
- magiares - 8,7%
- ciganos - 3%
- alemães - 0,8%

### Religião
- ortodoxos - 85,4%
- católicos romanos - 3,9%
- evangélicos - 2,6%
- reformados - 2,5%
- unitarianos - 1,1%
- católicos gregos - 0,8%
- outras religiões: 3,7%

### Evolução da população
| \| ano \| população[2] \| \| ---- \| ------------ \| \| 1930 \| 265 414 \| \| 1948 \| 300 836 \| \| 1956 \| 373 941 \| \| 1966 \| 442 692 \| \| 1977 \| 582 863 \| \| 1992 \| 643 261 \| \| 2002 \| 589 028 \| |           |
| ano | população |
| 1930 | 265 414   |
| 1948 | 300 836   |
| 1956 | 373 941   |
| 1966 | 442 692   |
| 1977 | 582 863   |
| 1992 | 643 261   |
| 2002 | 589 028   |

Tradicionalmente os romenos estavam concentrados no oeste e sudoeste do distrito, os húngaros no leste e os alemães no norte, ao redor da cidade de Brașov.

## Geografia
O distrito de Brașov possui área total de 5 363 km².
O lado sul compreende os montes Cárpatos orientais e meridionais, com os montes Făgăraș, Bucegi, Piatra Mare, Piatra Craiului e Postăvaru. No lado leste está a depressão de Brașov e no lado oeste o vale do rio Olt. Entre eles estão os montes Perșani. O lado norte e oeste do distrito é cortado pelo Olt.

### Limites
- Covasna a leste;
- Sibiu a oeste;
- Mureș e Harghita ao norte;
- Argeș, Dâmbovița e Prahova ao sul.

## Economia
Brașov é um dos mais prósperos distritos da Roménia e possui tradição na indústria. Durante a Segunda Guerra Mundial, o IAR 80 e o Bf 109 eram fabricados ali.[carece de fontes?]
As indústrias predominantes no distrito são:
- Indústria mecânica e automotiva;
- indústria química;
- indústria de materiais de construção; e
- indústria alimentícia.

Em torno de Victoria há grandes complexos químicos que poluem a região.

## Turismo

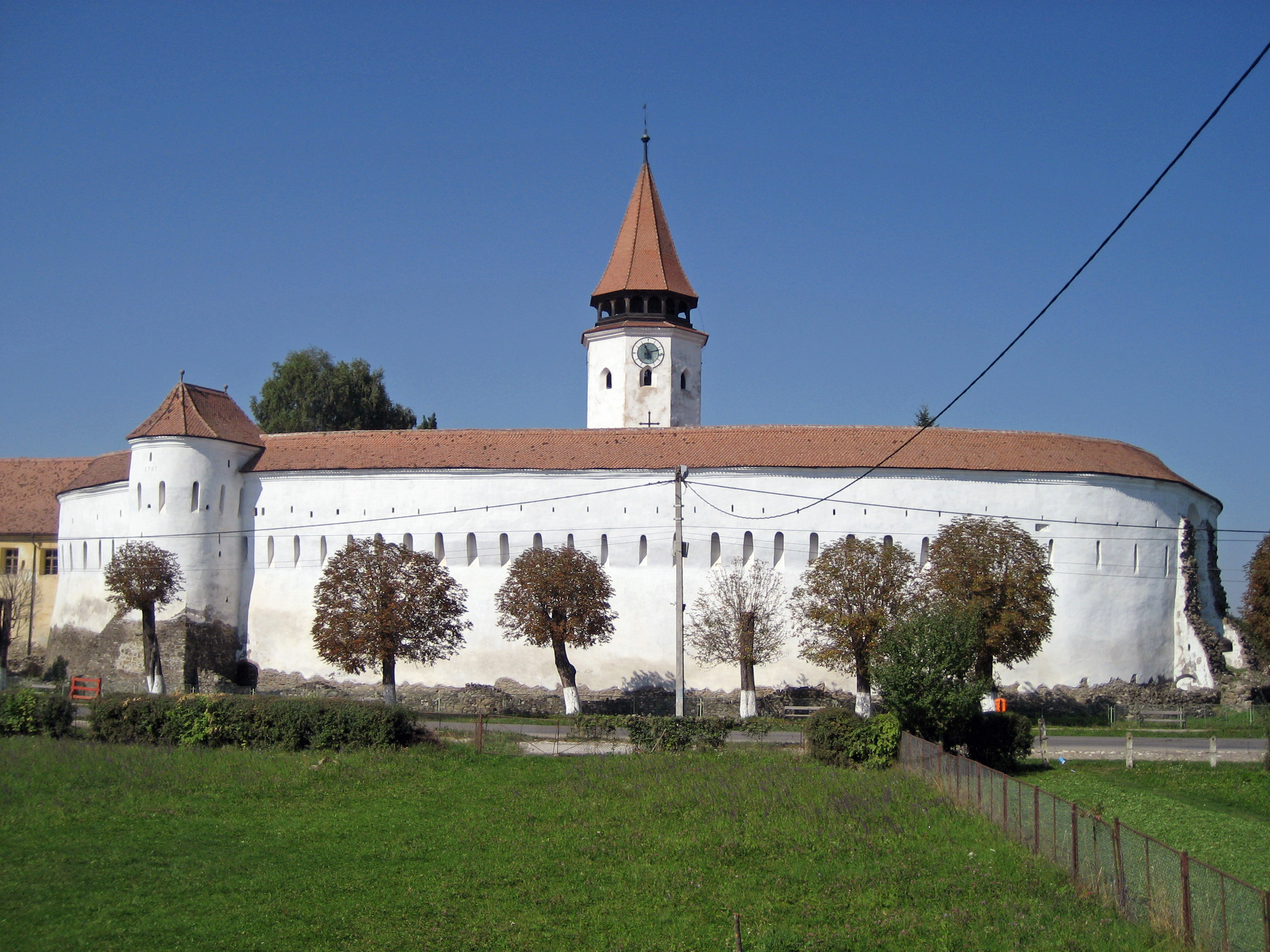
Igreja fortificada de Prejmer, monumento UNESCO.
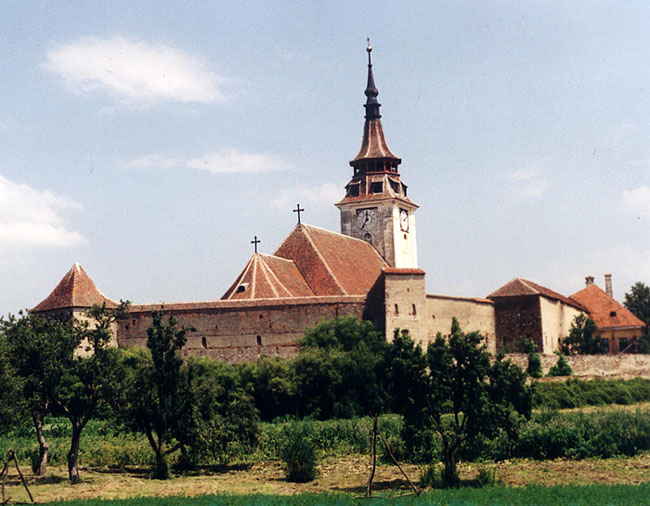
Igreja fortificada de Sânpetru.
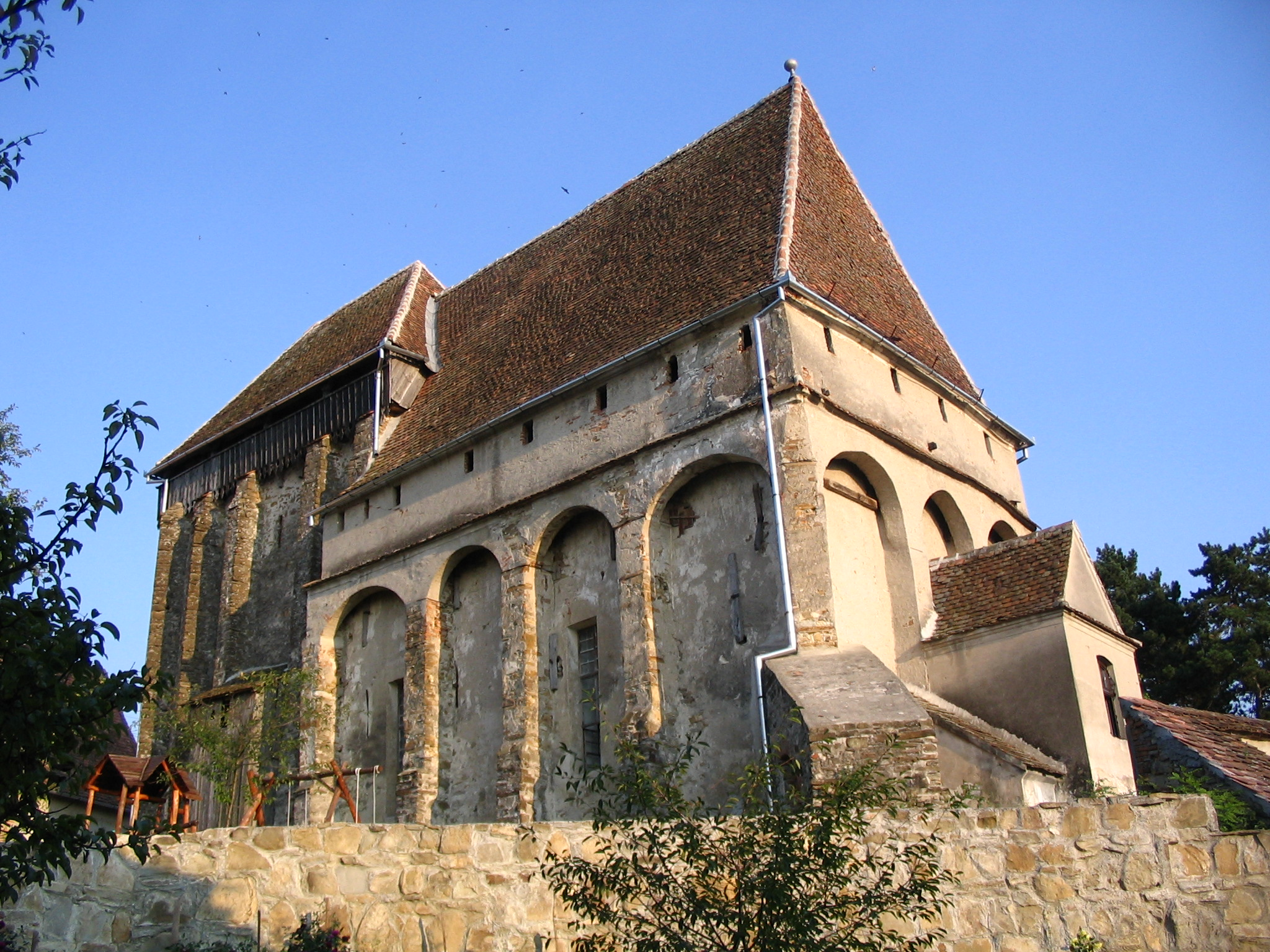
Igreja fortificada de Seliştat, aldeia em a comuna de Şoarş.

Brașov contém alguns dos mais atrativos destinos turísticos da Romênia.
As principais atrações turísticas do distrito são:
- a cidade de Brașov.
- o resort Poiana Brașov;
- o resort Predeal;
- Bran com seu castelo frequentemente referenciado como castelo do Drácula;
- os Montes Făgăraș;
- a fortaleza medieval de Făgăraș e Râșnov.
- as igrejas fortificadas dos vilarejos saxões na área de Burzenland (Prejmer, Hărman, Bod, Cristian, Codlea, Feldioara, Ghimbav, Rotbav, Sânpetru, etc.) e dos vilarejos exteriores a área de Burzenland (Buneşti, Viscri, Cincşor, Cincu, Criţ, Homorod, Vulcan etc.)

## Divisões administrativas
O distrito possui 4 municípios, 6 cidades e 47 comunas.

### Municípios
- Brașov
- Făgăraș
- Codlea
- Săcele

### Cidades
- Ghimbav
- Predeal
- Râșnov
- Rupea
- Victoria
- Zărneşti

### Comunas
| - Apaţa - Augustin - Beclean - Bod - Bran - Budila - Buneşti - Caţa | - Cincu - Comana - Cristian - Crizbav - Drăguş - Dumbrăviţa - Feldioara - Fundata | - Hălchiu - Hărman - Hârseni - Hoghiz - Holbav - Homorod - Jibert - Lisa | - Mândra - Măieruş - Moieciu - Ormeniş - Părău - Poiana Mărului - Prejmer - Racoş | - Recea - Şercaia - Şinca - Şinca Nouă - Sâmbăta de Sus - Sânpetru - Şoarş - Tărlungeni | - Teliu - Ticuşu - Ucea - Ungra - Vama Buzăului - Viştea - Voila - Vulcan |